# Зорянська сільська рада (Мар'їнський район)
48°02′09″ пн. ш. 37°23′46″ сх. д. / 48.03583° пн. ш. 37.39611° сх. д.

| Зорянська сільська рада — колишній орган місцевого самоврядування у Мар'їнському районі Донецької області з адміністративним центром у с. Зоряне. Сільській раді були підпорядковані населені пункти: - с. Зоряне - с. Желанне Друге - с. Желанне Перше - с. Олександропіль |

## Склад ради
Рада складалася з 16 депутатів та голови.

## Керівний склад сільської ради
| ПІБ                         | Основні відомості                                                         | Дата обрання | Дата звільнення |
| --------------------------- | ------------------------------------------------------------------------- | ------------ | --------------- |
| Смолієнко Тамара Миколаївна | Сільський голова, 1953 року народження, освіта, член народної партії      | 26.03.2006   | 31.10.2010      |
| Покинтелиця Олена Іванівна  | Сільський голова, 1958 року народження, освіта вища, член Партії регіонів | 31.10.2010   |                 |

Примітка: таблиця складена за даними джерела